# Утья (приток Таборинки)
Утья — река в России, протекает по Свердловской области. Устье реки находится в 35 км по правому берегу реки Таборинка. Длина реки составляет 54 км.
Система водного объекта: Таборинка → Тавда → Тобол → Иртыш → Обь → Карское море.

## Данные водного реестра
По данным государственного водного реестра России относится к Иртышскому бассейновому округу, водохозяйственный участок реки — Тавда от истока и до устья, без реки Сосьва от истока до водомерного поста у деревни Морозково, речной подбассейн реки — Тобол. Речной бассейн реки — Иртыш.
Код объекта в государственном водном реестре — 14010502512111200012960.